# 053H3型导弹护卫舰
053H3型护卫舰（北约代号：Jiangwei II，或译“江卫”II级）是中国人民解放军海军是第二代配备防空导弹的护卫舰，是053H系列护卫舰的最后一个版本。
首舰嘉兴号（521）于1997年6月上海沪东造船厂下水，于1998年11月服役，入役东海舰队，其后共有十艘同级舰建成服役。

## 建造背景
由于中国人民解放军海军与90年代定位于近海防御，以及可能的对台军事行动，既海军主要活动在第一岛链以内区域，所以这个时期的海军装备主要以轻型舰只为主。而50-60年代服役的大量早期65型护卫舰面临退役周期，因此海军需要一批新型护卫舰替换原有舰只。
由于这个时期海军活动区域基本在岸基航空兵的覆盖范围之内，防空主要依靠岸基航空兵的支持，海军舰艇仅需舰载近程防空导弹提供基本的自卫能力。而研发于20世纪70年代的海红旗-61导弹技术已经落伍。在这种情况下，通过对20世纪80-90年代尚和西方关系良好时，引进法制响尾蛇防空导弹的技术吸收，发展出海军专用的海红旗-7（HHQ-7）舰载近程防空导弹，有效提高了海军主要舰只的近程防空自卫能力。该型导弹还装备在同期的052型驱逐舰，改装后的051型驱逐舰以及带有实验性质的051B型驱逐舰，是当时中国人民解放军海军的主力舰载防空力量。直到从俄罗斯购买的现代级驱逐舰服役之前，该系统也是中国人民解放军海军舰艇最有效的防空力量。

## 装备

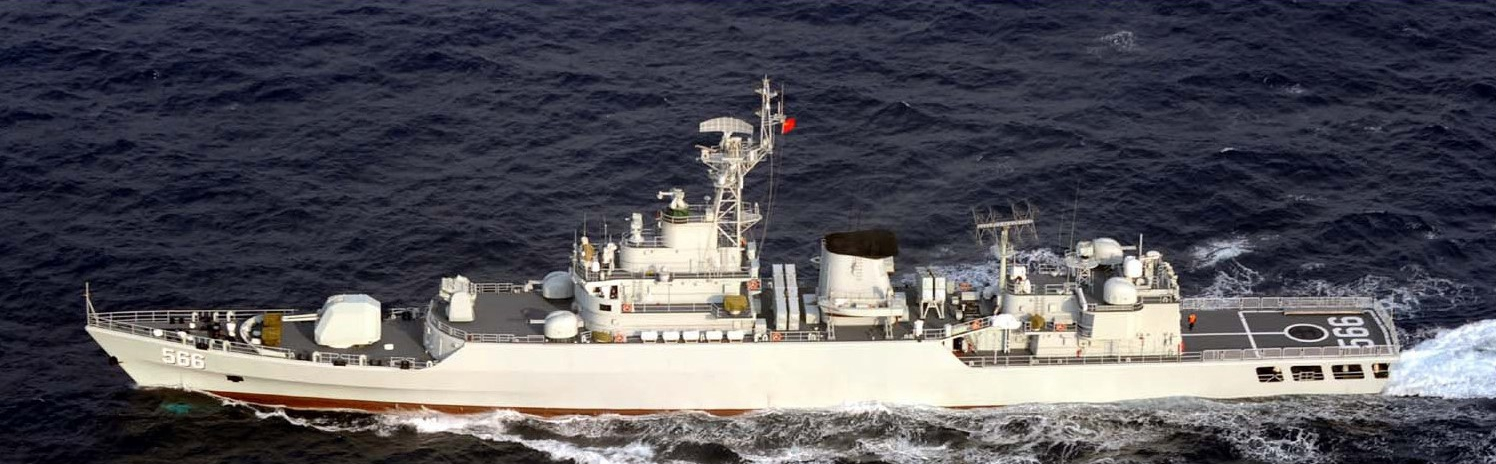
566舰改装前

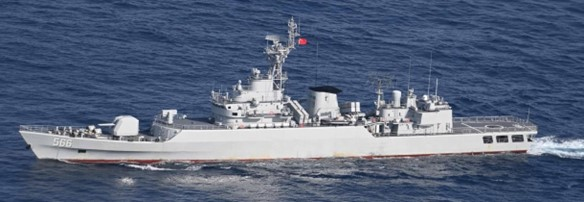
566舰改装后

防空力量以海红旗-7防空导弹为主，近程点防御，该导弹的外贸型号为FM-90N，全长3米，弹径156毫米，翼展0.55米，发射重量84.5千克，最大速度2.3马赫，射高15—5500米，最大射程10到12千米，最小射程500米，杀伤概率约70%，能拦截飞行高度5米以下的低空目标，系统反应速度6.5秒。改装后换为8联装海红旗-10近防导弹。
四联装鹰击-83反舰飞弹是解放军海军驱护舰的标准配备，长6.86米，翼展1.18米，弹径0.36米，全重850千克，战斗部重165千克，掠海飞行高度35米，于距离目标5千米处降至距海面5-7米，最大射程150-180千米，单发命中率95％以上。
机库上和舰桥前装备有各两座76A式双管37毫米近防炮。改装后换为两座简化版H/PJ-12型7管30毫米舰炮（火控雷达采用集中布置）。
该型舰的电子设备主要使用成熟国产装备，前桅主体顶端为一部363S型E/F频对海对空二坐标搜索雷达，对战斗机的探测距离为150千米，对掠海反舰导弹作用距离50千米，探测高度达 10000米。前桅杆前方设有一个平台，上面设置两具射控雷达，其中位置较前的是控制舰炮与反舰导弹的344型（MR-34）光电/雷达射控系统，其后为导引红旗-7导弹的345（MR-35）型照明雷达，每次只能导引一枚红旗-7导弹接战。前桅杆还上设有两座Racal Decca 1229 I频导航雷达。后桅顶端的球形护罩内设有364型X频2D对空/对海搜索雷达。此外直升机库上方布置有一座的347G I/K频射控雷达。
自2017年起，053H3型564宜昌舰、566怀化舰、567襄阳舰、565葫芦岛舰、527洛阳舰、528绵阳舰相继入坞改装升级，完成后重新服役。改进重点是以海红旗10防空导弹代替了原海红旗7防空导弹。舰上原四座H/PJ-76型37毫米双联速射炮被两座似乎由H/PJ-13型6管30毫米舰炮衍生而来的近防炮所代替；该新型近防炮的性能虽因缺乏一体化光电跟踪/火控系统而远不如安装在中国海军驱逐舰上的H/PJ-12型7管30毫米舰炮，但价格却低很多，装在053H3型导弹护卫舰上符合成本效益。从公开的照片上分析，该型炮另一处与H/PJ-13型6管30毫米速射炮所不同之处为此近防炮须用外接能源来驱动。此外，船电设备、数据链和作战指挥系统也被升级。

## 出口
- 巴基斯坦

在053H3基础上设计的佐勒菲卡尔极巡防舰（F22P型），2009年起向巴基斯坦海军出口，共4艘。
2017年签订协议，将中国人民解放军海军522舰、523舰，出口孟加拉国海军，舷号改为F16、F19。

## 参照
- 中国人民解放军海军军舰列表